# Alexander Åkerbladh
Alexander "Alex" Åkerbladh (Akerbladh), född 25 april 1886 i Sundsvall, död 1958, var en svensk-brittisk målare, tecknare och grafiker.
Han var son till skeppsredaren Claes Daniel Alexander Åkerbladh och sjukgymnasten Marin Wilhelmina Lundgren och från 1929 gift med Edith June Huvkins samt broder till konstnären Ernst Åkerbladh. Han blev tidigt faderlös och flyttade i tonåren tillsammans med sin mor till England. Han studerade konst vid Royal School of Art i Glasgow 1900 och 1916. åren 1902–1909 praktiserade han hos arkitekten JJ Burnet i Glasgow. Senare studerade han vid St. Johns Wood School of Art i London och måleri några månader privat för T Binder. han återvände en kortare tid till Sverige och medarbetade som illustratör i tidskriften Idun samt vikarierade för Nils Ringström som tecknare i Dagens Nyheter. Han vistades därefter ett par decennier på olika platser i Europa bland annat St. Tropez, Paris, Venedig, Barcelona och Korsika. 
Vid spanska inbördeskrigets utbrott 1936 vistades han i Granada men lyckades fly till Tanger där han bodde under flera år. Under andra världskriget var han bosatt i London. Separat ställde han ut på bland annat Gummesons konsthall i Stockholm, London, Paris och Liverpool samt på flera av de platser han tillfälligt bodde. Han medverkade i samlingsutställningar med Royal Academy i London, Royal Water Colour Society, Royal Portrait Painters Society och Parissalongen. Tillsammans med sin bror ställde han ut på Galerie Moderne i Stockholm 1952. Hans konst består av porträtt, landskap, interiörer och figurmotiv. Som tecknare och illustratör medverkade han i ett flertal engelska dagstidningar och tidskriftspress. Åkerblad är representerad vid Corporation Gallery i Auckland, Huddersfield Corporation Gallery i Huddersfield, Durban Art Gallery i Natal, Westminster Music Library i London och Art Workers Guild i London.